# Aart Gisolf

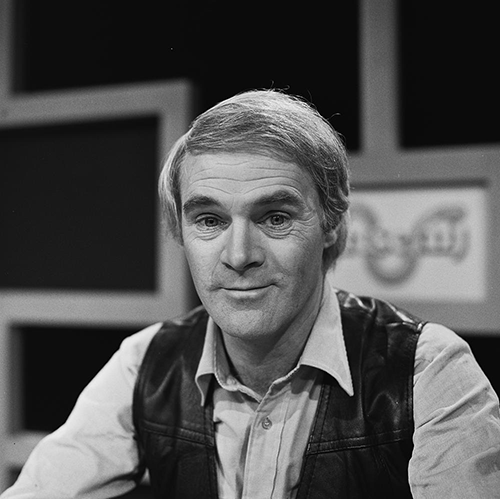
Aart Gisolf (1979)

Aart Cornelis Gisolf (10 september 1937) is een Nederlands arts en voormalig columnist en presentator. Gisolf was in de jaren zestig huisarts in Amsterdam en schreef daarnaast voor de Haagse Post een column. Ook was hij presentator bij de NOS van de quiz Dokter Ja, Dokter Nee en later met het medische programma Artsenij. Hierdoor werd hij bekend als de "televisiedokter" van Nederland en stopte hij met zijn huisartsenpraktijk. Later verzorgde hij ook televisieprogramma's in Duitsland. Ook na zijn pensionering werkte hij nog af en toe mee aan documentaires voor de Duitse televisie.
Daarnaast geniet hij ook enige bekendheid als jazzmuzikant. Hij speelde fluit, klarinet en saxofoon bij een aantal omroeporkesten en trad op bij het North Sea Jazzfestival.
Gisolf was van 1961 tot 1981 getrouwd met Sylvia de Leur en heeft uit dat huwelijk twee kinderen. Hij woont nu met zijn Duitse echtgenote in Duitsland.   
- Gemeinsame Normdatei: 121705501
- International Standard Name Identifier: 0000 0003 6916 812X
- Library of Congress Control Number: n88169993
- Virtual International Authority File: 13171022